# Arnhemtrachia
Arnhemtrachia is een geslacht van weekdieren uit de klasse van de Gastropoda (slakken).

## Soort
- Arnhemtrachia ramingining Köhler & Criscione, 2013